# Coussarea enneantha
Coussarea enneantha är en måreväxtart som beskrevs av Paul Carpenter Standley. Coussarea enneantha ingår i släktet Coussarea och familjen måreväxter. Inga underarter finns listade i Catalogue of Life.